# 斯蒂日基夫斯凱
48°7′4″N 38°27′33″E / 48.11778°N 38.45917°E
斯蒂日基夫斯凱（烏克蘭語：Стіжківське）是位於烏克蘭東部的市級鎮，由頓涅茨克州霍爾利夫卡區的沙赫塔爾斯克市鎮負責管轄。該鎮始建於1854年，海拔高度264米，2011年人口4,084。
像頓巴斯很多其他地方，該鎮的主要經濟活動是煤礦業。